# Прогресивна здравствена нега
Прогресивна здравствена нега је највиши ниво прилагођавања неге болеснику-кориснику здравствених услуга, који се постиже савременим методама у здравственој нези, на основу правила „Да свака сестра има своје пацијенте-кориснике“.
Прогресивна здравствена нега пружа могућност да свака установа дефинише сестринске мера и активности, категоризације сложености послова и одговорности сестара-техничара у служби здравствене неге, како у јавним здравственим установама, тако и у приватној пракси.

## Историјат
Све је настало тако што је Флоренс Најтингејл (1820 — 1910), међу првима, почела да разврстава болеснике према потреби за негом, па су тако најтежи болесници имали кревете који су најближи сестрама, а лакши најдаље. За време Кримског рата, са 38 нудиља Флоренс је отишла на Крим, где је организовала болнице и увела значајне реформе у санитетску службу и негу рањеника и болесника. Отворила је прву службу за медицинске сестре. 
Њене ученице су отвориле школе таквог типа у многим земљама. У Београду 1924. године изашла је прва генерација медицинских сестара.
Појам прогресивна здравствена нега, први пут је почео да се примењује 1956. године у Сједињеним Америчким Државама. Овај новоуведени систем прилагођавања здравствене неге, требало је да означи нови приступ нези болесника, која је пре свега требало да буде на највишем ниво прилагођавања неге болеснику-кориснику здравствених услуга, који се у датом тренутку развоја медицине може постићи савременим методама у здравственој нези. Овај систем је требало пре свега да се се заснива на правилима да се; 
- болесници разврставају у групе према степену неопходне здравствене неге,
- примени одговарајуће медицинске процедуре и опреме
- примени рада стручног особља према школској спреми и радном искуству.

На појаву и развој прогресивне неге утицао је пре свега, развој биомедицине као науке и све веће стицање нових знања у свим областима науке, појава технолошких иновација, прихватање става о интердисциплинарном начину лечења и мултипрофесионалном тимском приступу нези болесника, и на крају, не тако мање важном фактору, рационалној употреби здравствених и социјалних новчаних давања друштва и појединаца из свих извора.

## Принципи здравствене неге
Здравствена нега је важна област медицине јер у себи обједињује бројне садржаје неге са свим другим медицинским областима. Делити здравствену негу болесника на општу и специјалну данас је практично немогуће, јер савремене методе дијагностике и лечења чине нераздвојну целину у јединственом процесу неге и лечења.
| „ | Јединствена функција неге је да помаже особама, болесним или здравим, у обављању оних активности које доприносе здрављу или оздрављењу или олакшању смртног исхода. Та помоћ се указује беспомоћним особама које немају снагу, жељу или знање које здравствени радник има. Циљ ове помоћи је да ове особе, што је могуће пре, дођу у стање да не зависе од туђе помоћи.(Вирџинија Хендерсон) | ” |

У клиничко-болничким условима здравствена нега се најчешће изводи по систему прогресивне неге.

### Подела здравствене неге
| Према месту пружања | Прехоспитална нега • Хоспитална нега • Постхоспитална нега                      |
| У односу на садржај | Општа нега • Специјална нега                                                    |
| Према обиму         | Општа (минимална) нега • Полуинтензивна (интермедијална) нега • Интензивна нега |

## Предности и сврха прогресивне здравствене неге
Примена
Здравствена нега се примењује на свим нивоима здравствене заштите (примарни, секундарни терцијерни).
Предност
Главне предности прогресивне здравствене неге су; економичност, флексибилност, рационалност, боља и квалитетнија нега.
Сврха
Сврха прогресивне здравствене неге огледа се у томе, што; 
- Обезбеђује оптималан број здравствених радника.
- Обезбеђује хуманију и квалитетнију здравствену негу болесника (корисника услуга).[5]
- Олакшава организацију рада медицинских радника.

## Нивои прогресивне здравствене неге
Нивои Прогресивне здравствене неге у стационарним здравственим установама су; општа нега, полуинтензивна нега, интензивна нега, специјалистичка интензивна нега и посебна нега. У пракси се највише користе прва три степена (општа, полуинтензивна и интензивна нега).

### Општа нега(први степен прогресивне неге)
Општа нега,
или минимална стандардна нега, као саставни део савременог лечења и континуираног збрињавања користи се код болесника који:
- Има очувану свест и оријентисани су у времену и простору,
- Коме се контролишу назначени витални знаци на 12 часова,
- Који не крвари, покретан је, храни се сам, не повраћа,
- Врши физиолошке потребе без помоћи других лица,
- Сем обавља личну хигијену и не зависи од туђе помоћи у већој мери
- Има одређен одговарајући медицински третман.

### Полуинтензивна нега(други степен прогресивне неге)
Полуинтензивна нега као саставни део савременог лечења и континуираног збрињавања болесника обухвата лица:
- Која немају јасно очувану свест, који испољавају дезоријентисаност, агресивно понашање и халуцинације,
- Код којих се контролишу витални знаци на 3-6 часова,
- Код којих је крварење под контролом, али је неопходан повећан надзор,
- Који је ограничено покретан и захтева помоћ при храњењу,
- Код којег постоји поремећај функције дисања,
- Коме је потребна помоћ других лица, тј. зависи од туђе помоћи
- Којем је одређен одговарајући медицински третман.

### Интензивна нега(трећи степен прогресивне неге)
Интензивна нега је саставни део савременог лечења и континуираног збрињавања болесника:
- Са квантитативним или квалитативним поремећајима свести,
- Без свести (коматозна стања),
- Којима се контролишу витални знаци свака два часа,
- Код којих постоји акутно крварење или знаци претећег крварења,
- Који је непокретан и захтевају помоћ других лица,
- Који захтева храњење природним или вештачким путем (тј код кога је укључена парентерална исхрана)
- Који захтева интензивни медицински третман у болесничким јединицама или коме је одређен одговарајући медицински третман.

### Специјална интензивна нега(четврти степен прогресивне неге)
Специјална интензивна нега је део савременог лечења и континуираног збрињавања болесника:
- Који је више од 48 часова без свести,
- Код којег постоји акутно крварење,
- Код којег се контролишу витални знаци сваких сат времена,
- Код којег се континуирано дају: кисеоник, трансфузије крви, инфузије кристалоида или медикаментозна терапија,
- Код кога је неопходан специјални медицински третман у просторијама са посебном неменом.

### Посебна нега(пети степен прогресивне неге)
Посебна нега као саставни део савременог лечења и континуираног збрињавања болесника обухвата негу:
- У периоду буђења болесника после хируршког захвата,
- После кардио-пулмонално-церебралне реанимације,
- Нега болесника на самрти
- Болесника са посебним потребама и условима смештаја
- Болесника код којих је потребно перманентно присуство медицинске сестре-техничара.